# Zoran Tegeltija
Zoran Tegeltija (Mrkonjić Grad, 29 de setembre de 1961) és un economista i polític de Bòsnia i Hercegovina, i des del desembre de 2019 el President de Consell de Ministres de Bòsnia i Herzegovina.

## Biografia
Nascut a Mrkonjić Grad, on estudià a l'escola primària i secundària, el 1986 es graduà a la Facultat d'Economia de la Universitat de Sarajevo. Va rebre el seu mestratge en 2004 i el doctorat el 2007 a la Universitat Alpha de Belgrad. Està casat i té dos fills. Economista de professió, treballà en una Refineria de Petroli, a l'Administració Tributària i l'Administració de Duanes de la República Srpska. Durant el període comprés entre els anys 2000 i 2002 va ser membre de l'Assemblea Nacional de la República Sèrbia.
Va ser triat com a alcalde de Mrkonjić Grad el 2004 i el 2008. És membre de l'Aliança dels Socialdemòcrates Independents (SNSD). En les eleccions generals de 2006 a Bòsnia i Hercegovina va ser el cap electoral del seu partit.
Fou triat per ocupar el càrrec de Ministre de Finances de la República Srpska per l'Assemblea Nacional de la República Srpska el 29 de desembre de 2010, dins del Govern del primer ministre Aleksandar Džombić, i després altra vegada en aquest lloc en el primer i segon gabinet de Željka Cvijanović.
El 5 de desembre de 2019, la Cambra de Representants de Bòsnia i Hercegovina va confirmar el nomenament de Zoran Tegeltija com a nou President de Consell de Ministres de Bòsnia i Herzegovina.